# Boróc
Boróc (szerbül Обровац / Obrovac, németül Obrowatz vagy  Oberndorf) település Szerbiában, a Vajdaságban, a Dél-bácskai körzetben, Palánka községben.
Az Obrovac nevet a Dalmáciából érkező telepesek hozták magukkal, és nevezték el a falut a dalmáciai település után 1308-ban.

## Története
Boróc lakossága valaha németekből (dunai svábok) és szerbekből állt. A német lakosság alkotta a többséget, a szerbek a kisebbséget. A németeket a második világháborúban után kitelepítették Németországba. A német lakosság római katolikus vallású volt, a templomuk ma már igen rossz állapotban van. A szerbek mind mai napig ortodox vallásúak.

## Népesség

### Demográfiai változások
| 1948 | 1953 | 1961 | 1971 | 1981 | 1991 | 2002 | 2011 |
| ---- | ---- | ---- | ---- | ---- | ---- | ---- | ---- |
| 3211 | 3445 | 3512 | 3174 | 3245 | 3242 | 3177 | 2944 |

## Látnivalók

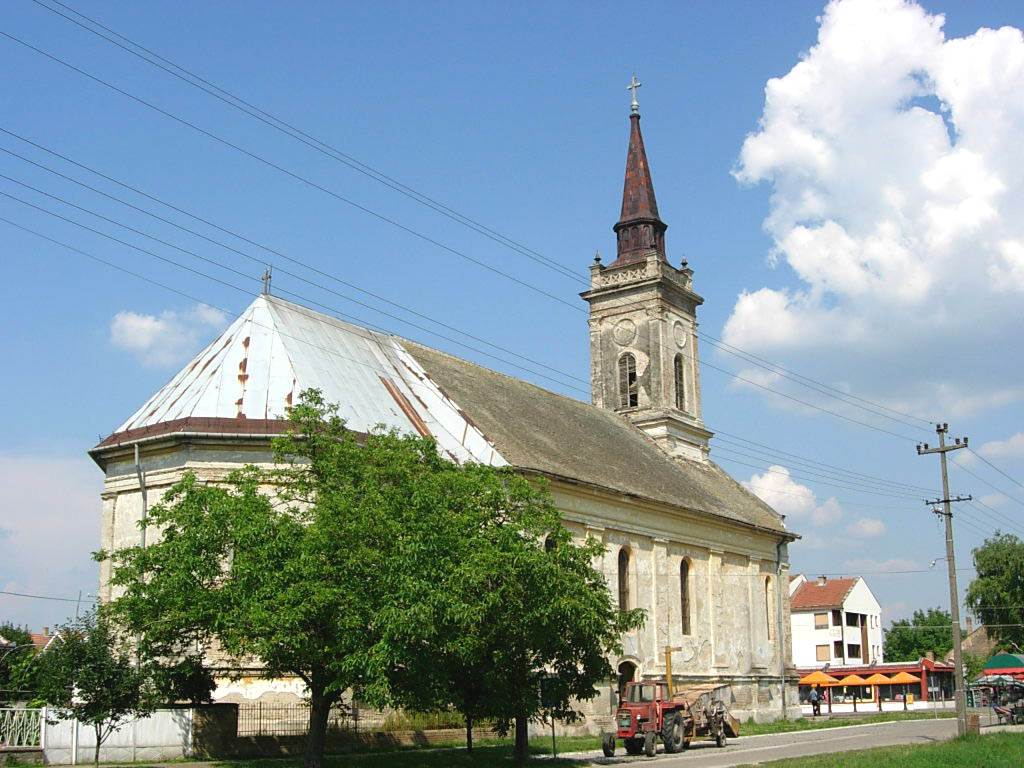
A katasztrofális állapotban lévő Szent Ferdinánd római katolikus templom

- Szent Ferdinánd püspök római katolikus templom: a falu központjában helyezkedik el, a főutcán. A német hívek építették, akiket kitelepítettek. Katasztrofális állapotban lévő tornya neogótikus elemeket őriz. Viszonylag erős szerkezetű templom. A plébániát 1843-ban alapították a dunabökényi leányegyházból. A templomot 1884-ben építették, 1923-ban lett felújítva, 1937-ben pedig kifestve és belsőleg felújítva. A templom névadója Szent Ferdinánd püspök. A templom méretei: hossza 44 m, szélessége 15 m, a hajó belmagassága 14 m, a torony magassága 46 m. Négy harangja van. A legnagyobb 500 kg, a legkisebb 150 kg. Az anyakönyvet 1844-óta vezetik. Ez a templom is súlyosan sérült a háború alatt.
- Ortodox templom: 1782-ben épült